# Potamotrygon leopoldi
Potamotrygon leopoldi  (лат.) — вид скатов рода речных хвостоколов одноимённого семейства из отряда хвостоколообразных скатов. Обитает в тропических водах бассейна реки Шингу, Южная Америка. Максимальная зарегистрированная ширина диска 40 см. Грудные плавники этих скатов образуют округлый диск. Спинные и хвостовой плавники отсутствуют. В средней части хвостового стебля расположен ядовитый шип. Не является объектом целевого лова, но представляет интерес в качестве декоративной аквариумной рыбы.

## Таксономия
Впервые вид был научно описан в 1970 году. Вид назван в честь короля Бельгии Леопольда III (1901—1983), спонсировавшего исследования Королевского бельгийского института естественных наук. Голотип  представляет собой самца длиной 68 см, пойманного в небольшой бухте на правом берегу реки Шингу. Этих скатов легко спутать с Potamotrygon henlei, которые имеют схожую окраску.

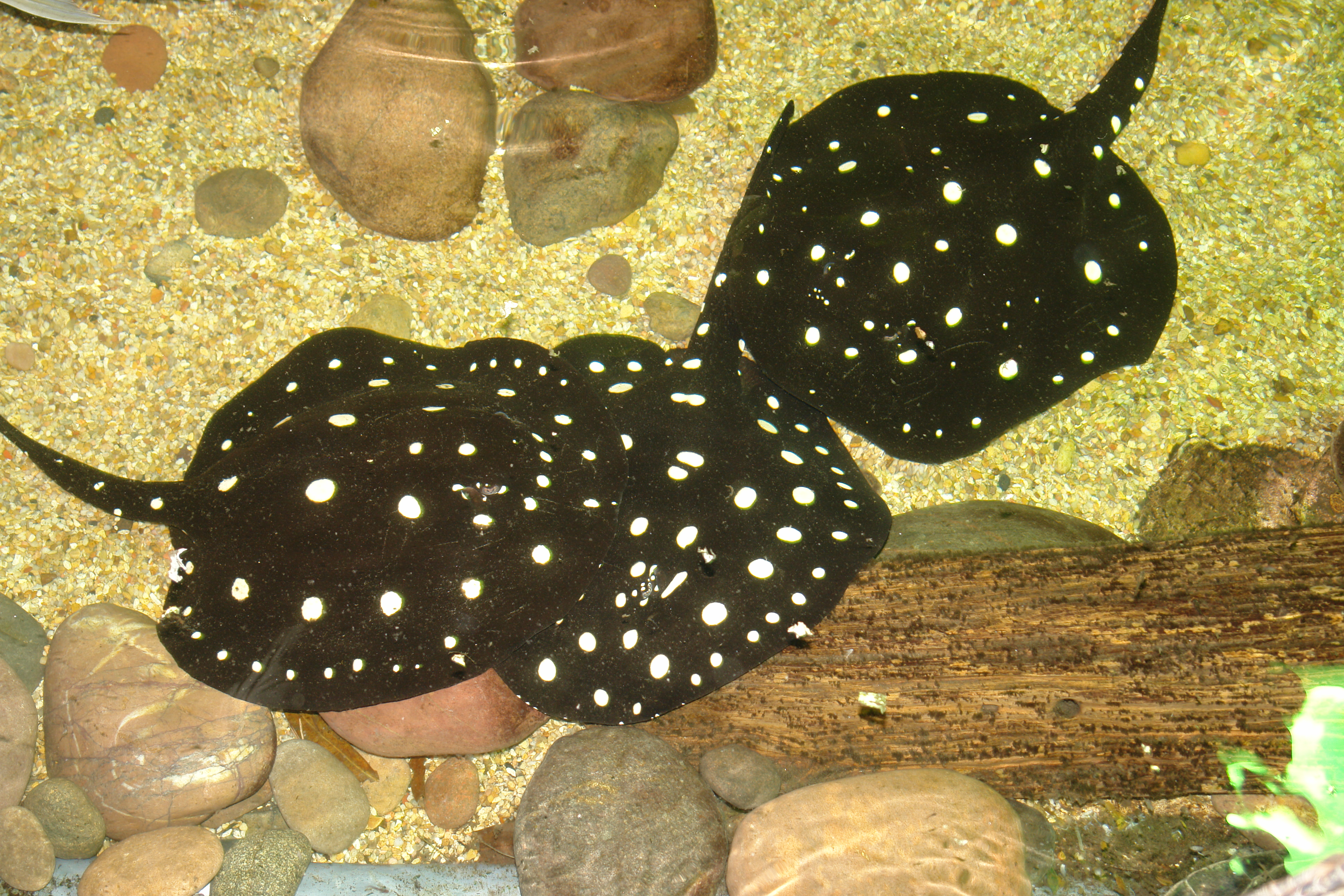

## Ареал
Potamotrygon leopoldi обитают в Южной Америке, в тропических водах бассейна реки Шингу на территории Бразилии. Эти скаты предпочитают каменистое дно. 

## Описание
Широкие грудные плавники речных Potamotrygon leopoldi срастаются с головой и образуют овальный диск. Спинные плавники и хвостовой плавник отсутствуют. Позади глаз расположены брызгальца. Брюшные плавники закруглены и почти полностью прикрыты диском. На вентральной стороне диска расположены ноздри и 5 пар жаберных щелей.  На дорсальной поверхности хвоста имеется ядовитый шип. Каждые 6—12 месяцев он обламывается и на его месте вырастает новый. У основания шипа расположены железы, вырабатывающие яд, который распространяется по продольным канавкам. В обычном состоянии шип покоится в углублении из плоти, наполненном слизью и ядом. 
Окраска тела чаще чёрного цвета с многочисленными белыми пятнышками. Максимальная зарегистрированная ширина диска 40 см.

## Биология
Вероятно, подобно прочим хвостоколообразным Potamotrygon leopoldi размножаются яйцеживорождением. В помёте от 4 до 12 новорожденных (в среднем от 7 до 9). В неволе беременность длится около 100 дней. Рацион состоит из ракообразных (крабы) и моллюсков. В аквариумах этих скатов содержат при pH 6—7 и температуре 21—25 °C. Продолжительность жизни в неволе оценивается в 5—15 лет.

## Взаимодействие с человеком
Вид не является объектом целевого промысла, однако молодые особи ценятся среди аквариумистов. Эти скаты легко уживаются в неволе, где способны размножаться. Страдают от ухудшения условий среды обитания, обусловленного антропогенными факторами, в том числе строительством плотин, развитием сельского хозяйства, вырубки лесов и т.д. Речных хвостоколов иногда убивают, опасаясь их ядовитого шипа. Данных для оценки Международным союзом охраны природы статуса сохранности вида недостаточно.
Международный союз охраны природы еще не оценил статус сохранности данного вида.